# Mesobiotus rigidus
Espèce
Synonymes
- Macrobiotus rigidus Pilato & Lisi, 2006

Mesobiotus rigidus est une espèce de tardigrades de la famille des Macrobiotidae.

## Distribution
Cette espèce est endémique de Nouvelle-Zélande.

## Publication originale
- Pilato & Lisi, 2006 : Macrobiotus rigidus sp. nov., new species of eutardigrade from New Zealand. Zootaxa, no 1109, p. 49–55.